# Mantidactylus
Genre
Synonymes
- Trachymantis Methuen, 1920
- Hylobatrachus Laurent, 1943
- Brygoomantis Dubois, 1992
- Ochthomantis Glaw & Vences, 1994
- Chonomantis Glaw & Vences, 1994
- Maitsomantis Glaw & Vences, 2006

Mantidactylus est un genre d'amphibiens de la famille des Mantellidae.

## Répartition
Les 31 espèces de ce genre sont endémiques de Madagascar ou de Mayotte.

## Liste des espèces
Selon Amphibian Species of the World (22 mars 2020) :
- Mantidactylus aerumnalis (Peracca, 1893)
- Mantidactylus albofrenatus (Müller, 1892)
- Mantidactylus alutus (Peracca, 1893)
- Mantidactylus ambohimitombi Boulenger, 1919
- Mantidactylus ambreensis Mocquard, 1895
- Mantidactylus argenteus Methuen, 1920
- Mantidactylus atsimo Scherz, Glaw, Hutter, Bletz, Rakotoarison, Köhler & Vences, 2019
- Mantidactylus bellyi Mocquard, 1895
- Mantidactylus betsileanus (Boulenger, 1882)
- Mantidactylus biporus (Boulenger, 1889)
- Mantidactylus bourgati Guibé, 1974
- Mantidactylus brevipalmatus Ahl, 1929
- Mantidactylus charlotteae Vences & Glaw, 2004
- Mantidactylus cowanii (Boulenger, 1882)
- Mantidactylus curtus (Boulenger, 1882)
- Mantidactylus delormei Angel, 1938
- Mantidactylus femoralis (Boulenger, 1882)
- Mantidactylus grandidieri Mocquard, 1895
- Mantidactylus guttulatus (Boulenger, 1881)
- Mantidactylus lugubris (Duméril, 1853)
- Mantidactylus madecassus (Millot & Guibé, 1950)
- Mantidactylus majori Boulenger, 1896
- Mantidactylus melanopleura (Mocquard, 1901)
- Mantidactylus mocquardi Angel, 1929
- Mantidactylus noralottae Mercurio & Andreone, 2007
- Mantidactylus opiparis (Peracca, 1893)
- Mantidactylus paidroa Bora, Ramilijaona, Raminosoa & Vences, 2011
- Mantidactylus pauliani Guibé, 1974
- Mantidactylus petakorona Scherz, Glaw, Hutter, Bletz, Rakotoarison, Köhler & Vences, 2019
- Mantidactylus schulzi Vences, Hildenbrand, Warmuth, Andreone & Glaw, 2018
- Mantidactylus tricinctus (Guibé, 1947)
- Mantidactylus ulcerosus (Boettger, 1880)
- Mantidactylus zipperi Vences & Glaw, 2004
- Mantidactylus zolitschka Glaw & Vences, 2004

## Publication originale
- Boulenger, 1895 : On a genus of frog peculiar to Madagascar. Annals and Magazine of Natural History, sér. 6, vol. 15, p. 450 (texte intégral).